# Tabanus arisanus
Tabanus arisanus är en tvåvingeart som beskrevs av Tokuichi Shiraki 1918. Tabanus arisanus ingår i släktet Tabanus och familjen bromsar.
Artens utbredningsområde är Taiwan. Inga underarter finns listade i Catalogue of Life.